# Ingo Zamperoni

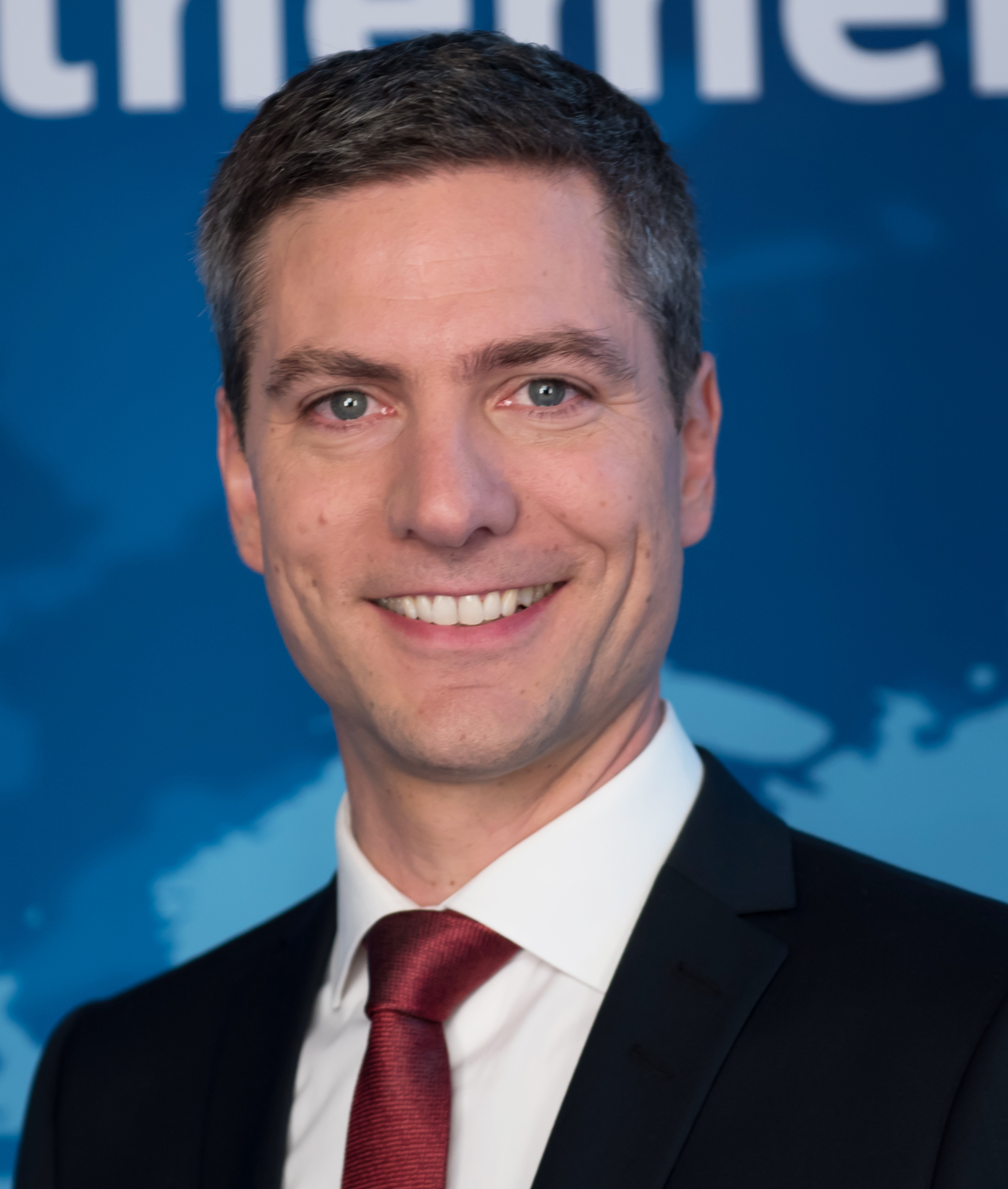
Ingo Zamperoni (2016)

Ingo Antonio Zamperoni (* 3. Mai 1974 in Wiesbaden) ist ein deutsch-italienischer Fernsehmoderator und Journalist. Er ist seit 2016, wie bereits von 2012 bis 2014, Moderator der Tagesthemen. Von 2014 bis 2016 arbeitete er als Korrespondent für das ARD-Auslandsstudio in Washington.

## Leben und Werdegang
Ingo Zamperoni, Sohn einer Deutschen und eines Italieners, war nach dem Abitur im Zivildienst bei Radio Klinikfunk in Wiesbaden. Sein Vater war Manager bei Hoechst, seine Eltern hatten sich 1967 am Lago Maggiore kennengelernt. Er hat einen vier Jahre jüngeren Bruder, der Gynäkologe in Wiesbaden ist. Von 1994 bis 1999 studierte er Amerikanistik, Jura und Geschichte an der Universität Konstanz, in Berlin und Boston. Beim Norddeutschen Rundfunk (NDR) absolvierte er sein Volontariat.
Danach wechselte er zum NDR Fernsehen, für das er ab 2002 als Autor und Reporter Beiträge für die Tagesschau und die Tagesthemen lieferte. Erste Moderationsaufgaben übernahm er in der Regionalsendung Niedersachsen 19.30, NDR aktuell sowie als Urlaubsvertretung für das Auslandsmagazin Weltbilder. Am 5. März 2007 übernahm er als Nachfolger von Anja Bröker die Moderation der Sendung Nachtmagazin im Ersten, die er bis 2013 im wöchentlichen Wechsel mit Gabi Bauer moderierte. Im Jahr 2012 wechselte er ins Team der Tagesthemen, in dem er Susanne Holst als Vertretung für Caren Miosga und Tom Buhrow ablöste. Nach dem Ausscheiden von Buhrow wurde Zamperoni zum regulären Moderator. Neben der Aufgabe als Vertreter der beiden ersten Moderatoren Caren Miosga und Thomas Roth präsentierte er zwölf Wochen im Jahr planmäßig die Tagesthemen.
Am 28. Juni 2012 sorgte Zamperoni für heftige Zuschauerreaktionen, als er in der Halbzeitpause des EM-Halbfinales Deutschland-Italien auf Deutsch und Italienisch den Wunsch äußerte, es möge der Bessere gewinnen. Zu diesem Zeitpunkt führte Italien mit 2:0 und Zamperoni tat den Ausspruch mit einem breiten Lächeln, so dass viele Zuschauer ihm die von ihm geäußerte „innere Zerrissenheit“ nicht abnahmen.
Am 26. August 2013 moderierte er mit Katrin Bauerfeind die Politshow Überzeugt uns! Der Politiker-Check im Ersten. In der Woche zum Gedenken an die Völkerschlacht bei Leipzig vor 200 Jahren (14.–19. Oktober 2013) übernahm er die Hauptmoderation in einer experimentell inszenierten Nachrichtensendung Völkerschlacht überrollt Sachsen des MDR-Fernsehens.
Zamperoni wechselte zum 1. Februar 2014 als Korrespondent ins ARD-Auslandsstudio Washington. Das Medium Magazin zählte ihn zu den Journalisten des Jahres 2013. Am 24. Oktober 2016 übernahm Zamperoni als Nachfolger von Thomas Roth wieder die Moderation der Tagesthemen. Er moderiert diese Sendung im wöchentlichen Wechsel zusammen mit seiner Kollegin Jessy Wellmer, bis 5. Oktober 2023 Caren Miosga.
Der Senat der Stuttgarter Hochschule der Medien (HdM) berief Zamperoni im Juli 2021 einstimmig zum Honorarprofessor der Hochschule. Am 13. Januar 2022 nahm Ingo Zamperoni im Rahmen seiner Antrittsvorlesung an der HdM seine Urkunde von Rektor Alexander W. Roos entgegen.
Im Herbst 2020 erschien die ARD-Dokumentation Trump, meine amerikanische Familie und ich, in der sich Zamperoni auf eine Reise durch die USA und eine familiär-politische Spurensuche begab. Zwei Jahre später, im Herbst 2022, erschien die ARD-Dokumentation Trump, Biden, meine US-Familie und ich, in der Zamperoni vor dem Hintergrund der bevorstehenden US-Midterm-Wahlen erneut die USA bereiste.

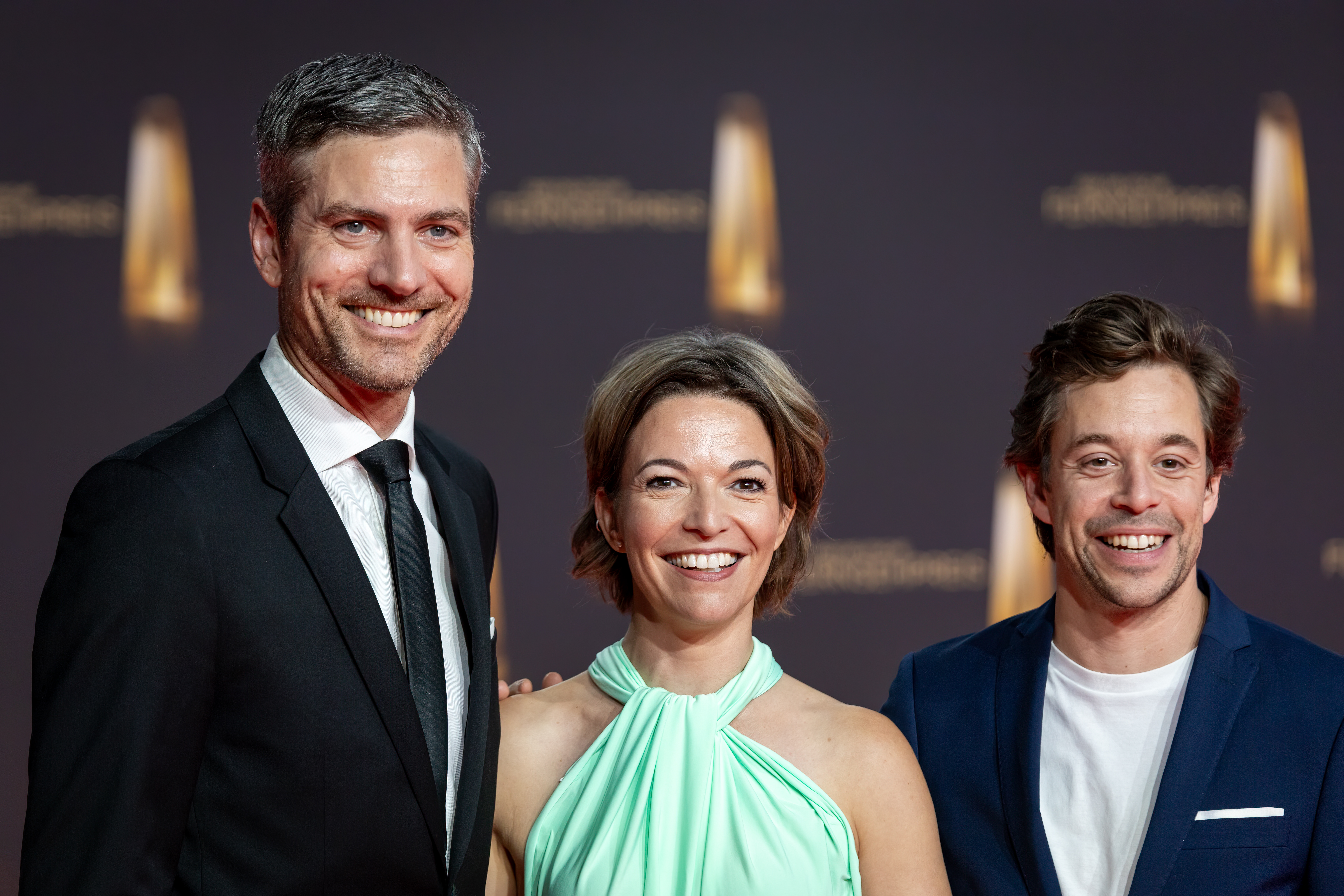
Ingo Zamperoni mit Anna Planken und Tobias Krell beim Deutschen Fernsehpreis 2024

Seit 2022 moderiert er das Format Das Bürgerparlament, in dem er Bürger miteinander diskutieren lässt. Das Fernsehstudio in Hamburg ist dafür dem britischen Unterhaus nachempfunden. Beteiligt an der Diskussion sind in jeder Sendung rund 20 Menschen quer durch die gesellschaftlichen Schichten, die sich vorab online um die Teilnahme bewerben konnten.
Am 18. September 2023 strahlte Das Erste die Dokumentation Mein Italien unter Meloni aus, in der Zamperoni als Autor die Geschichte seiner italienischen Familie erzählt und die Politik des Landes unter Ministerpräsidentin Giorgia Meloni thematisiert.
Zamperoni war bisweilen auch in der SWR-Sendung Ich trage einen großen Namen im Rateteam zu sehen.
Die im September 2024 von Zamperoni moderierte Folge Ist die AfD eigentlich ein Problem? der ARD-Sendung Die 100 – Was Deutschland bewegt geriet in die Kritik, nachdem bekannt geworden war, dass darin Laienschauspieler und Mitglieder anderer Parteien nicht als solche gekennzeichnet worden waren.
Am 4. November 2024 gab es im Vorfeld der USA-Wahlen die Reisereportage Wirklich nochmal Trump, Amerika? durch die USA mit Interviews von Wählern, aber auch mit Aussagen seiner amerikanischen Familienangehörigen.

## Moderation

### Fortlaufend
- Seit 2024: Die 100 – Was Deutschland bewegt, ARD
- Seit 2022: Das Bürgerparlament (NDR)[16]
- 2012–2014, seit 2016: Tagesthemen (Tagesschau), ARD
- seit 2005: NDR Info extra, NDR

### Früher
- 2022: Wir helfen – Gemeinsam für die Ukraine, Das Erste
- 2018–2019: Das soll Recht sein? Umstrittene Urteile mit Ingo Zamperoni, NDR
- 2011–2015: Günther Jauch, Das Erste
- 2013: MDR Top News: Völkerschlacht überrollt Sachsen, MDR
- 2007–2013: Nachtmagazin, Das Erste, tagesschau24
- 2007: Tagesschau, ARD

## Sonstiges
Zamperoni ist seit 2007 Botschafter der Kinderhilfsorganisation Save the Children. Er setzt sich dabei besonders für die Bildungskampagne der Organisation ein, die das Leben von Kindern in Kriegsgebieten verbessern will. Außerdem ist er Botschafter der Bärenherz-Stiftung für schwerstkranke Kinder.
Zamperoni wird eine Mitgliedschaft im deutsch-amerikanischen Verein Atlantik-Brücke nachgesagt, tatsächlich soll er dort am Young-Leaders-Programm teilgenommen haben, ohne selbst Mitglied zu sein.
Ingo Zamperoni ist seit 2018 Pate des von ihm mitbegründeten Journalismuspreises Feder für die Pressefreiheit.

## Privates
Zamperoni lebt in Hamburg, ist mit der US-Amerikanerin Jennifer „Jiffer“ Bourguignon verheiratet und hat drei Kinder.
Er besitzt die deutsche und die italienische Staatsbürgerschaft.

## Schriften
- Fremdes Land Amerika. Ullstein Verlag, Berlin 2016, ISBN 978-3-550-08142-2.
- Anderland. Ullstein Verlag, Berlin 2018, ISBN 978-3-550-05050-3.